# Oxylamia punctifrons
Oxylamia punctifrons là một loài bọ cánh cứng trong họ Cerambycidae.